# Cornucopianisme
Le cornucopianisme ou mythe de la corne d'abondance (du latin : cornu copiae « corne d'abondance » de la mythologie grecque) est une théorie économique, environnementale et philosophique optimiste et utopique sur la croyance (ou l'espérance) en des ressources planétaires illimitées et en des innovations futures continues du génie humain qui permettront toujours de résoudre les problèmes rencontrés par l'humanité, tels que l'épuisement des ressources (minérales, animales ou végétales), la croissance démographique, la croissance économique, ou encore les impacts écologique et climatique du développement humain,,.

## Histoire

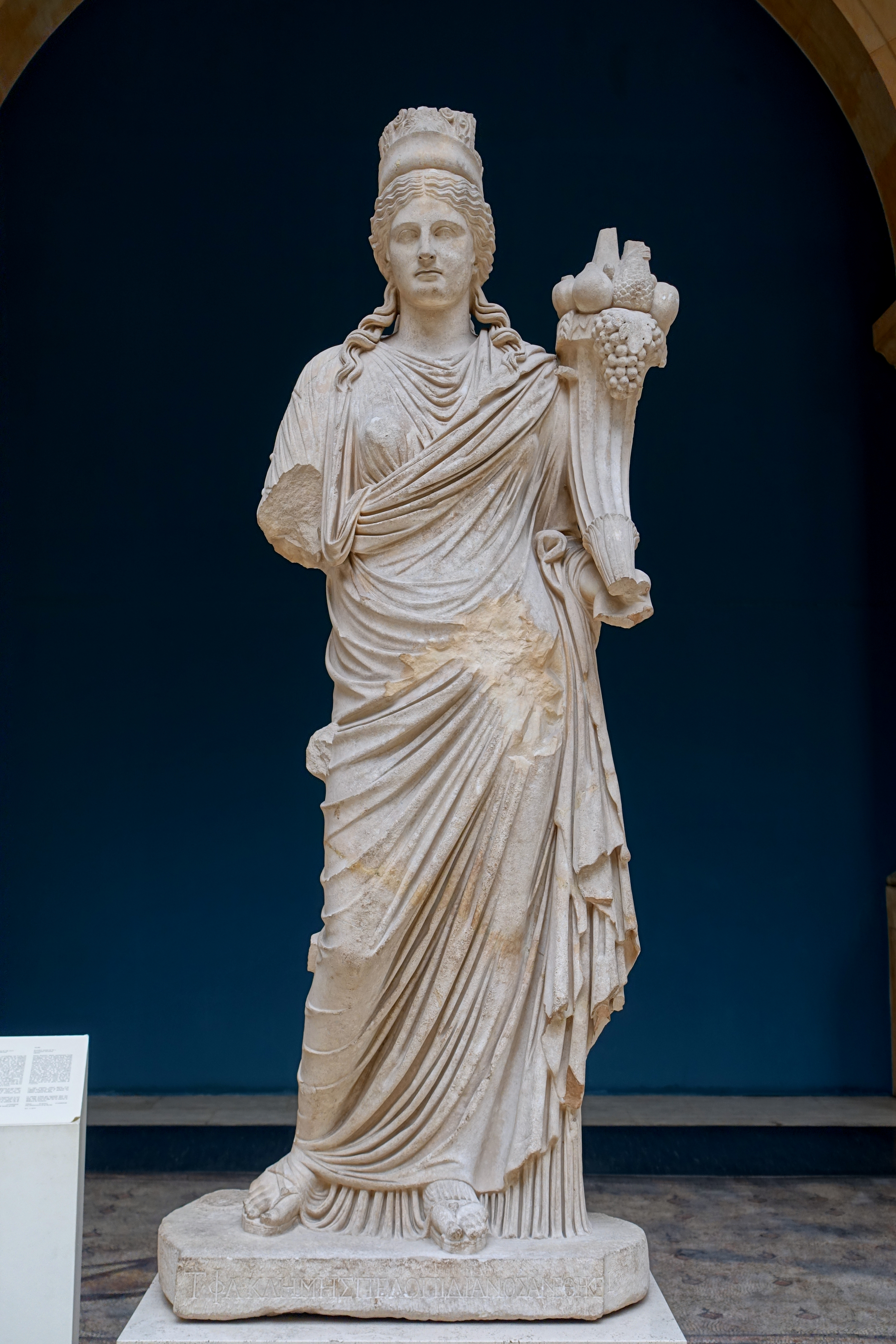
Fortuna et sa corne d'abondance, déesse allégorique gréco-romaine de la fortune et de la prospérité…

La corne d'abondance de la mythologie gréco-romaine est un objet symbolique et allégorique, en forme de corne, de représentation de source naturelle débordante et inépuisable de bienfaits, de richesse, d'abondance et de fertilité... 
Le philosophe arabe Ibn Khaldoun (1332-1406) était déjà cornucopien, comme l'indique cette citation de la Muqaddima (introduction à son Discours sur l'histoire universelle, de 1377, traduite approximativement de l'anglais, depuis la version anglophone de cet article) : « Quand la civilisation [population] augmente, le travail disponible augmente encore. En retour, le confort augmente encore proportionnellement au profit en augmentation, et les coûts et besoins de produits de confort augmentent. Des artisanats sont créés pour obtenir de nouveaux produits de confort. La valeur qu'ils produisent augmente, et, en conséquence, les profits sont encore multipliés dans la ville. La production est ici plus prospère qu'auparavant. Et cela se poursuit ainsi avec les seconde et troisième augmentations. Tout le travail additionnel sert le confort et la fortune, contrairement au travail originel qui servait les besoins nécessaires de la vie. »

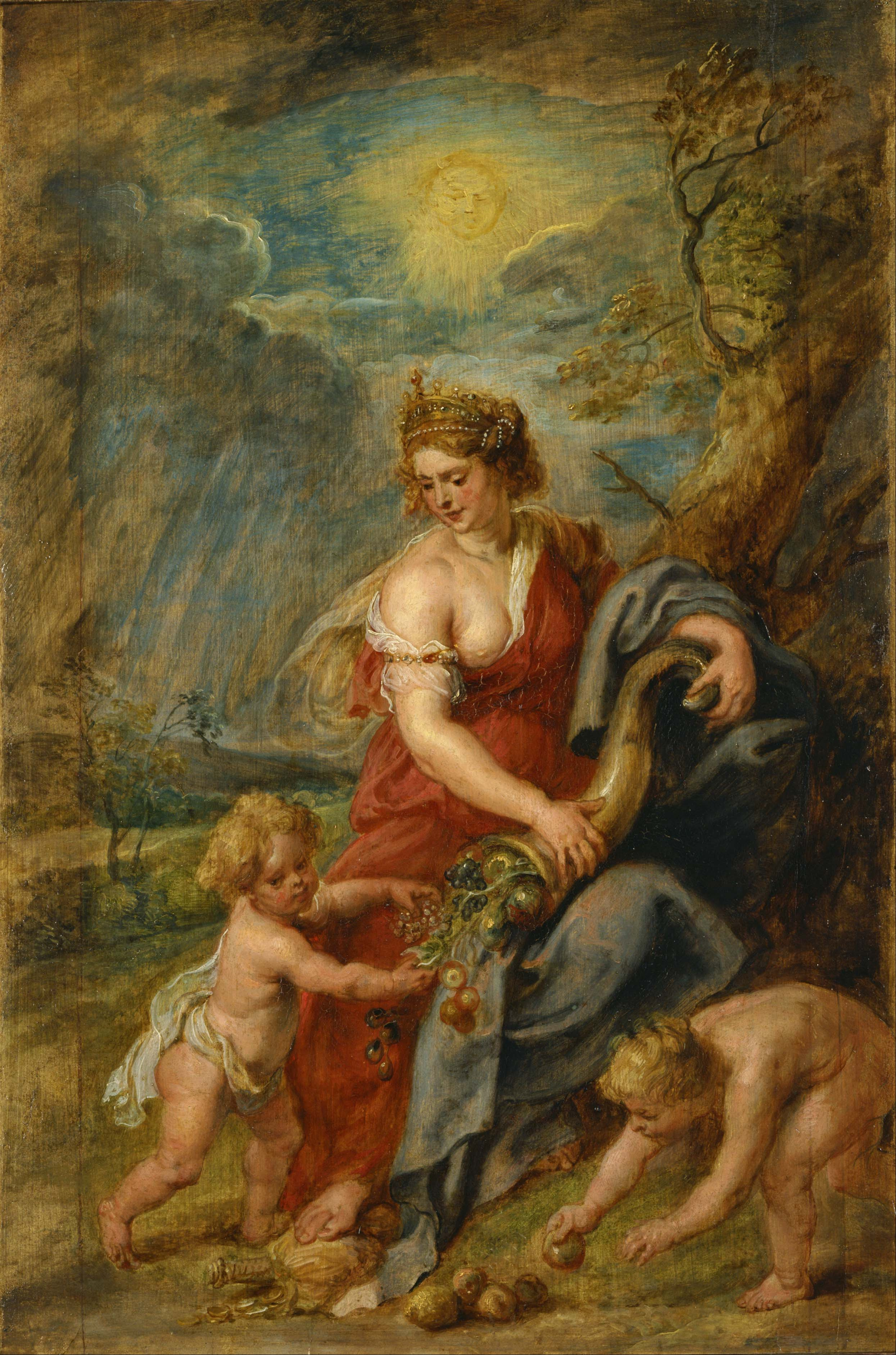
Abondance (personnification de l'abondance et de la prospérité de la mythologie romaine) par Pierre Paul Rubens (vers 1630), musée national de l'Art occidental de Tokyo.

Cette théorie a été formulée par Julian Lincoln Simon dans son livre The Ultimate Resource (en) de 1981.

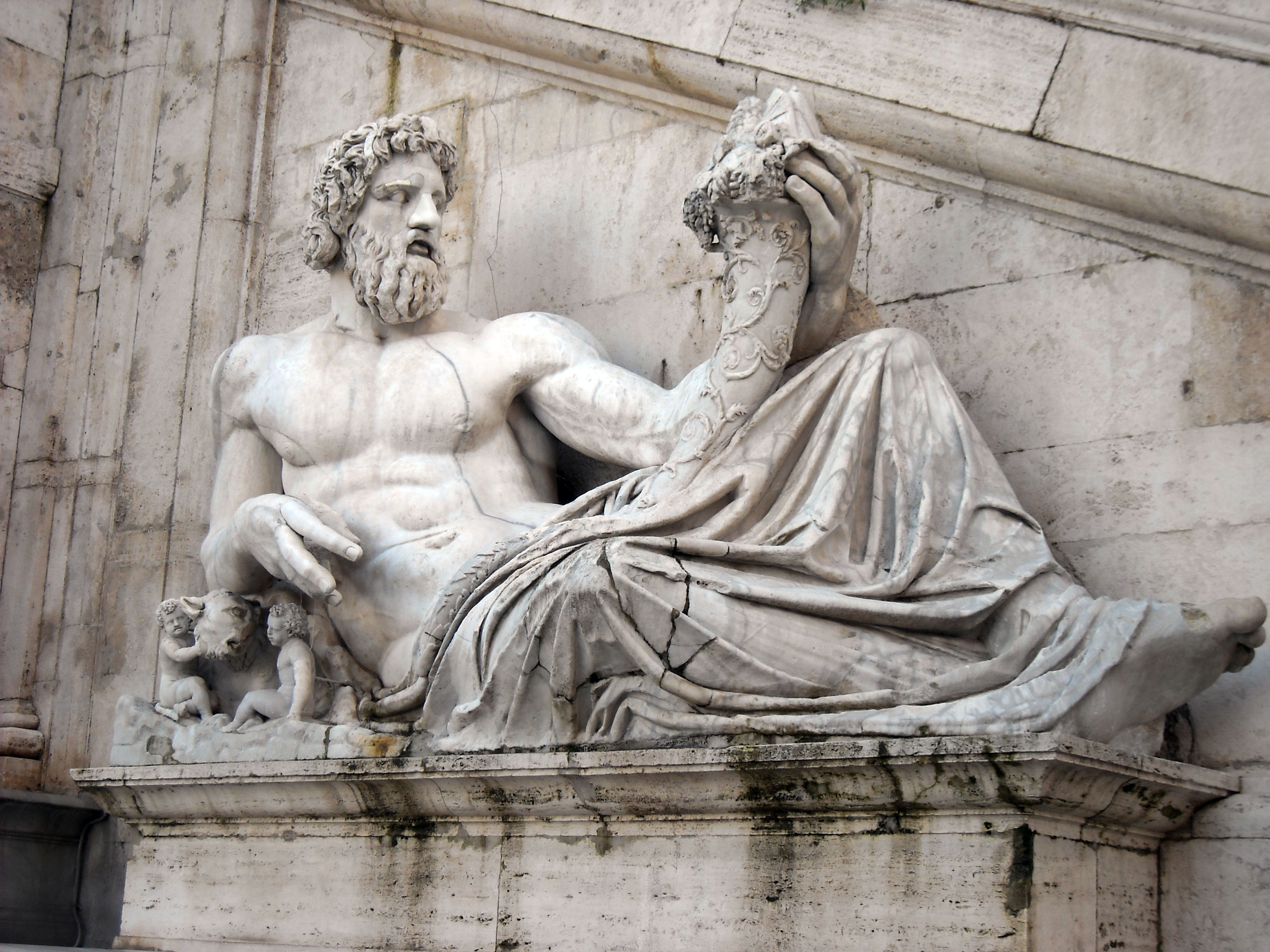
Fontaine allégorique du Tibre, avec se corne d'abondance, de la place du Capitole de Rome.

Dans le débat sur le caractère limité des ressources disponibles (limites planétaires) le cornucopianisme s'oppose schématiquement au néomalthusianisme. Selon les universitaires Jean-Frédéric Morin, Amandine Orsini et Maya Jegen, « tant l'expression « néomalthusiens » que celle de « cornucopiens » ont un caractère péjoratif et sont principalement utilisées par leurs détracteurs pour mieux les discréditer. La majorité des auteurs néomalthusiens souscrivent plutôt à la représentation systémique et les auteurs cornucopiens à la représentation libérale de la protection de l'environnement (Bernstein, 2001 ; Clapp et Dauvergne, 2008 ; Dryzek, 2005) ». Ils définissent ainsi la thèse des cornucopiens : « Selon eux, l'humanité n'est pas une population déstabilisatrice qu'il faudrait gérer, mais une espèce exceptionnelle, dotée d'une capacité unique d'innovation. Celle-ci serait telle qu'elle permettrait de repousser constamment la capacité porteuse de la Terre et qu'elle infirmerait l'idée néomalthusienne que toutes les ressources sont limitées. Elle serait, pour reprendre les termes de Julian Simon, la « ressource ultime », rendant toutes les autres ressources virtuellement illimitées elles aussi (Simon, 1981) ».
Dans Les Marchands de doute (2010), Naomi Oreskes et Erik M. Conway, historiens des sciences américains, soulignent que « les cornucopiens ont une foi aveugle en la technologie, que les faits historiques n'ébranlent pas », et choisissent de désigner cette tendance à travers le terme de « technofidéisme ». La philosophe Anne Frémaux, partisane de la décroissance, décrit les cornucopiens comme des « techno-optimistes » et les assimile à « une école de pensée que John Dryzek (en) qualifie de « prométhéenne » en référence au fameux Titan qui vola le feu à Zeus et qui par là même permit à l’homme de manipuler et de dominer le monde ».

## Quelques cornucopiens
- John Barrow (cosmologiste, astrophysicien, mathématicien et physicien) ;
- Frank Tipler (connu pour ses travaux sur les singularités dans les modèles cosmologiques) ;
- Julian Lincoln Simon (économiste, auteur de La Ressource ultime) ;
- Aaron Wildavsky (en) (professeur de sciences politiques) ;
- Laurent Alexandre (médecin urologue, énarque et cofondateur du site Doctissimo).
- François de Siebenthal, politique suisse.